# Глотов, Василий Степанович
Василий Степанович Глотов (род. 3 марта 1926) — советский военный деятель, полковник, временно исполняющий обязанность руководителя Курсов усовершенствования офицерского состава КГБ СССР, писатель.

## Биография
Родился в крестьянской семье, в детстве много занимался спортом, имел знаки «Готов к противовоздушной и противохимической обороне», «Ворошиловский стрелок» и другие. К началу Великой Отечественной войны окончил 7 классов средней школы. С 1941 до 1942 работал в колхозе, после окончания 8 класса в 1943 поступил в Ростовский речной техникум имени Г. Я. Седова. В декабре 1943 призван на службу в Красную армию. Старший брат погиб на фронте 15 марта 1945, отец участвовал в Курской стратегической оборонительной операции. Проходил службу в Чапаевске в учебном полку, затем был направлен на курсы связистов. В июле 1944 направлен на службу в 167-й стрелковый полк войск НКВД по охране особо важных предприятий промышленности на должность старшего радиста, служил в городе Пенза.
В 1945 поступил в Московское пограничное училище, в составе курсантов которого участвовал в боевых операций против вооружённых формирований ОУН в Волынской области УССР. После окончания учёбы на отделении радиоперехвата и радиоразведки училища МГБ в 1948 находился в войсках Главного управления специальной службы при ЦК ВКП(б). Проходил службу в полку специальной связи ГСВГ, в 1952 переведён в столицу. С октября 1958 служит в Восьмом главном управлении КГБ СССР, с января 1962 в ПГУ КГБ. Получил специальность радиоинженера, окончив заочное отделение Московского института радиотехники, электроники и автоматики.
В 1979 являлся помощником начальника 8-го отдела Управления «С» ПГУ КГБ СССР и заместителем командира по политической части специального подразделения «Зенит». Участвовал в подготовке штурма дворца Амина. С января 1980 заместитель начальника кафедры специальных дисциплин Курсов усовершенствования офицерского состава (КУОС) при Высшей Краснознамённой, ордена Октябрьской Революции школе КГБ СССР имени Ф. Э. Дзержинского.
После выхода в отставку участвует в ветеранской работе, часто посещает школы Ломоносовского района города Москвы. Написал несколько книг, в том числе одна из его книг «Курская стратегическая оборонительная операция» посвящена его отцу — участнику Курской битвы. Почётный житель Ломоносовского района ЮЗАО города Москвы.

### Звания
- рядовой (1940-е);
- подполковник;
- полковник (1980-е).

### Награды
- ордена;
- медали;
- нагрудный знак «Почётный сотрудник госбезопасности».
- нагрудный знак «Воину-интернационалисту»;
- нагрудный знак «Почётный радист».

## Публикации
- Глотов В. С. Курская стратегическая оборонительная операция. «Интербук-бизнес», 2014. ISBN 978-5-89164-256-0.[8][9]